# NGC 1052
NGC 1052 is een elliptisch sterrenstelsel in het sterrenbeeld Walvis. Het hemelobject werd op 10 januari 1785 ontdekt door de Duits-Britse astronoom William Herschel.

## Synoniemen
- PGC 10175
- MCG -1-7-34
- IRAS02386-0828